# Penc
Penc é um município da Hungria, situado no condado de Peste. Tem 21,34 km² de área e sua população em 2015 foi estimada em 1.522 habitantes.